# George Kulcsar
George Kulcsar (8 december 1967) is een voormalig Hongaars-Australisch voetballer.
Kulcsar werd geboren in Hongarije, maar verhuisde op jonge leeftijd naar Australië. Kulcsar kwam tussen 1996 en 1997 driemaal uit voor het Australisch voetbalelftal.

## Statistieken
| Seizoen | Club                | Land      | Competitie                     | Wedstrijden | Doelpunten |
| ------- | ------------------- | --------- | ------------------------------ | ----------- | ---------- |
| 1996    | Canberra City FC    | Australië | ACT Premier League             | 6           | 0          |
| 1997    | St. George FC       | Australië | New South Wales Premier League | 13          | 0          |
| 1992/97 | Antwerp FC          | België    | Jupiler Pro League             | 66          | 1          |
| 1997/98 | Bradford City AFC   | Engeland  | Premiership                    | 27          | 1          |
| 1998/00 | Queens Park Rangers | Engeland  | Premiership                    | 56          | 1          |
| 2000    | Home United FC      | Singapore | S.League                       | 2           | 0          |
|         |                     |           | Totaal                         | 170         | 3          |